# 民乐镇 (景谷县)
民乐镇，是中华人民共和国云南省普洱市景谷傣族彝族自治县下辖的一个乡镇级行政单位。

## 行政区划
民乐镇下辖以下地区：
白象村、民乐村、芒专村、翁孔村、大村、大河边村、嘎胡村和桃子树村。